# Debórah Dwork
Debórah Dwork (* 1954 in New York City) ist eine US-amerikanische Historikerin mit dem Schwerpunkt Geschichte der Kindheit und des Holocaust.
Debórah Dwork ist die Tochter des Mathematikers Bernard Dwork und Schwester der Informatikerin Cynthia Dwork. Sie studierte an der Princeton University mit dem Bachelor-Abschluss 1975 und an der Yale University mit einem Master-Abschluss in Public Health 1978. Sie wurde 1984 am University College London promoviert (Ph.D.) und war als Post-Doktorandin an der Smithsonian Institution. Dwork wurde 1987 Assistant Professor (Public Health) an der University of Michigan (wo sie schon 1984 Gastprofessor war), war ab 1989 Visiting Assistant Professor und ab 1991 Associate Professor am Yale University Child Study Center und ist seit 1996 Rose Professorin für Holocaust-Geschichte und Gründerin und Direktorin des Strassler Center for Holocaust and Genocide Studies der Clark University, das sie 1996 bis 2016 leitete.
Dwork begann mit Studien über jüdische Einwanderer in die USA zwischen 1890 und 1914 und wandte sich dann der Geschichte der Kindheit zu. Das führte sie auch zur Geschichte des Holocaust, den sie unter anderem aus der Sicht von Kindern behandelte und in Büchern mit Robert Jan van Pelt unter Einbeziehung der alltäglichen Umwelt von Tätern, lokalen Zeitgenossen und Opfern (auch unter Einbeziehung zum Beispiel der Architektur der Lager und eingebettet in die Geschichte der Judenverfolgung). Sie arbeitete dabei viel mit Oral History und nachgelassenen Dokumenten der Opfer. An dem von ihr gegründeten Zentrum befasst sie sich auch mit anderen Genoziden.
Das Buch Auschwitz war Basis einer gleichnamigen BBC-Serie von Laurence Rees. Das Buch erhielt den National Jewish Book Award und den Spiro Kostoff Award der Society of Architectural Historians.
1993/94 war sie Guggenheim Fellow. Im August 2023 war Dwork eine der Unterzeichnerinnen der Petition „The Elephant in the Room“, die Israels Besetzung der Palästinensergebiete als ein Apartheid-Regime verurteilte.

## Schriften
- Immigrant Jews on the Lower East Side of New York 1880–1914, in: Jonathan D. Sarna, American Jewish Experience. New York 1986
- "War Is Good for Babies and Other Young Children". A History of the Infant and Child Welfare Movement in England 1898–1918. Tavistock Publ. London 1987
- Children With A Star: Jewish Youth in Nazi Europe. Yale University Press, New Haven 1991
  - Deutsche Ausgabe: Kinder mit dem gelben Stern. Europa 1933–1945. C. H. Beck, München 1994
- Voices and Views: A History of the Holocaust. Jewish Foundation for the Righteous, New York 2002
- mit Robert van Pelt: Holocaust. A History. Norton 2002
- mit R. van Pelt Auschwitz: 1270 to the present. W. W. Norton, New York 1996, 2008
  - Auschwitz. Von 1270 bis heute. Pendo, Zürich 1998
- The Terezin Album of Marianka Zadikow. University of Chicago Press 2008 (Faksimile Ausgabe mit Kommentar)
- mit R. van Pelt: Flight from the Reich: Refugee Jews 1933–1946. W. W. Norton, New York 2009
- Herausgabe und Kommentar: A Boy in Terezin. The Private Diary of Pavel Weiner, April 1944–April 1945. Northwestern University Press, Evanston 2012